# 1998 RC58
1998 RC58 är en asteroid i huvudbältet som upptäcktes den 14 september 1998 av LINEAR i Socorro County, New Mexico.
Asteroiden har en diameter på ungefär 16 kilometer och den tillhör asteroidgruppen Themis.